# Tylimanthus azoricus
Tylimanthus azoricus là một loài rêu trong họ Acrobolbaceae. Loài này được Grolle & Perss. mô tả khoa học đầu tiên năm 1966.